# FIFA 23
FIFA 23 – komputerowa gra sportowa skupiona na tematyce piłki nożnej. Premiera gry odbyła się 30 września 2022 za wydawnictwem EA Sports oraz stanowi trzydziestą i jednocześnie ostatnią część z serii gier FIFA.

## Rozgrywka
FIFA 23 to komputerowa gra sportowa, skupiająca się na rozgrywkach piłki nożnej. Podobnie jak w poprzedniach częściach z serii, w grze udoskonalono mechanikę poruszania się oraz zachowania sterowanych przez sztuczną inteligencję lub gracza piłkarzy za pośrednictwem technologii HyperMotion2, której pierwowzór pojawił się w poprzedniej części z serii – dostęp do ulepszeń ograniczono dla wersji na komputery osobiste, konsole gier wideo dziewiątej generacji oraz Google Stadia. Gra zawiera ponad 30 klas rozgrywek ligowych, 100 stadionów piłkarskich, 700 klubów oraz 19 000 piłkarzy na podstawie udzielonych twórcom licencji.
Gra wprowadza funkcjonalność rozgrywki międzyplatformowej ograniczoną dla konsol gier wideo, a dla tych ograniczoną ze względu na ich generację.
Pierwszy raz w serii gier FIFA w grze pojawią się kluby kobiece z lig Division 1 Féminine oraz Women’s Super League. Ponadto twórcy zapowiedzieli dodanie kolejnych klubów oraz lig w ramach procesu rozwoju gry.

## Wydanie gry
Gra została wydana 30 września 2022 przez EA Sports na platformie Microsoft Windows, konsolach gier wideo ósmej oraz dziewiątej generacji, a także na przenośnej konsoli Nintendo Switch oraz na platformie grania w chmurze, Google Stadia. Na okładkach gry pojawili się Kylian Mbappé (po raz trzeci z rzędu oraz w historii serii FIFA, poprzednio na okładce gry FIFA 22 i FIFA 21) oraz Sam Kerr.
Grę FIFA 23 ogłoszono ostatnią częścią serii gier FIFA. Ma to jednak nie być ostatnia gra tego typu wydawana przez EA Sports – kolejne tytuły mają pojawiać się pod nowo powstałą serią EA Sports FC.

### Ambasadorowie
Ambasadorami gry FIFA 23 zostali mianowani następujący piłkarze i piłkarki: Vinícius Júnior, Son Heung-min, Alphonso Davies, Catarina Macario, Chloe Kelly, Jack Grealish, Jude Bellingham, Virgil van Dijk, Kai Havertz, Christian Pulisic oraz João Félix.

## Odbiór
Gra spotkała się z pozytywnym odbiorem recenzentów, uzyskując w wersji na konsolę PlayStation 5 średnią ocen wynoszącą 76% według agregatora Metacritic oraz 79% w wersji na Xbox Series X/S. Krytycy w swoich recenzjach docenili oprawę graficzną, płynność wykonywanych przez piłkarzy ruchów i odzwierciedlenie realizmu przez mechaniki zaimplementowane w grze. Doceniono także bardziej znaczące efekty zarządzania zawodnikami, bardziej zauważalne zgranie pomiędzy nimi oraz usprawnienia w interakcjach związanych z piłką. Krytyce zostały poddane jednak niedoskonałości w wyliczaniu przez grę następstw sytuacji na boisku, co przekłada się na nieprzewidywalne ich efekty.
Przed premierą gry pojawiły się także obawy o zapowiedziany nowy system przeciwdziałania oszustom, który – jak zapowiedzieli twórcy – działa na poziomie jądra systemu operacyjnego. Tuż po premierze gry, jej nabywcy w wersji na platformę PC masowo zgłaszali problemy z jej uruchomieniem w wyniku błędu wyrzucanego przez rzeczone zabezpieczenie.